# Sitio de Querétaro
El Sitio de Querétaro fue el enfrentamiento culminante del Segundo Imperio Mexicano, al que dio término. Tuvo lugar en esa ciudad entre el 6 de marzo y el 15 de mayo de 1867 y enfrentó a los ejércitos Imperiales Franco-Mexicano y el Republicano.

## Antecedentes
Después de la retirada del ejército francés durante el Segundo Imperio Mexicano, cuando Napoleón III desconoció el Tratado de Miramar presionado por los Estados Unidos, abandonó al emperador Maximiliano de Habsburgo; este, durante el otoño y el invierno de 1866, se había retirado a Orizaba con las pocas pertenencias personales que poseía. Pensaba abdicar e irse a Europa, y pasó el otoño con su pasatiempo favorito de cazar mariposas (por su afición por la biología), mientras esperaba embarcarse en Veracruz. A lo largo y ancho del Imperio se hablaba de las consecuencias del regreso de Juárez y de sus chinacos (despreciados por la mayoría por sus hábitos de saquear negocios y diligencias), y esto, aunado a los rumores generales de una posible intervención militar estadounidense, llevaron a la formación de un nuevo consejo de gobierno en ausencia del emperador. El consejo inmediatamente consultó a la iglesia y reconocieron ambos la necesidad de actuar con severidad, y aunándose al hecho generalizado de rechazo a la república por quienes habían logrado prosperar económicamente bajo el imperio, resolvieron enviar una nueva embajada ante Maximiliano. La embajada llegó a la hacienda donde se hospedaba el emperador, y sin titubeos le presentaron con una nueva petición para que dirigiese la nación, el servicio del ejército y $30,000,000 para que reuniese las tropas necesarias. A principios de 1867, Maximiliano declara que se disponía a reorganizar el gobierno. Inmediatamente después los generales Miguel Miramón, Leonardo Márquez y Tomás Mejía se declararon a su favor. El conflicto ya no era entre franceses y mexicanos, sino una guerra civil, y Maximiliano estaba en el medio de todo. Maximiliano partió de Orizaba rumbo a Puebla, y se hospedó en el arzobispado de Puebla, para así reanimar a sus simpatizantes y dejar en claro que no abandonaría al país, mientras tanto, Miramón se disponía a reorganizar los reductos del ejército conservador, y volverlos en un nuevo ejército imperial con velocidad e ímpetu sorprendentes. Sin embargo, los liberales se sentían confiados de su victoria, Juárez iba cambiando constantemente de sede, y con cada ciudad que iban conquistando se hacían más fuertes, las fuerzas desorganizadas se iban consolidando, y para ese entonces ya había cuatro ejércitos importantes, el del Norte bajo Mariano Escobedo (12,000 hombres), el de Michoacán bajo Vicente Riva Palacio (7,000), el de Jalisco bajo Ramón Corona (8,000) y finalmente, el de Oaxaca bajo Porfirio Díaz (6,000), también se hizo notar que la facción republicana existía tan inestable como siempre, y parecía ser que iban a caer en rencillas antes que colapsara el imperio. Érase así como comenzaba el año, uno de los más ajetreados en la historia del país, pronto se hizo saber que los esfuerzos de Miramón habían resultado en un ejército imperial de 29,000 soldados, de los cuales 2,000 eran de caballería y apenas 10 cañones. Maximiliano entró a la Ciudad de México a finales de enero, la mayoría de la ciudad lo recibió con júbilo, pues las amenazan conjuntas que suponían no sólo el regreso de los liberales, sino la posible intervención estadounidense, habían hecho que gran parte del territorio aún en manos de Maximiliano se resolviera a apoyarlo. En una junta de guerra llevada a cabo en la hacienda de la Teja, en la Ciudad de México, a principios de febrero, los jefes imperialistas optaron por hacer de la ciudad de Querétaro la base de operaciones para iniciar una campaña en el Bajío en contra de las fuerzas republicanas que se concentraban en San Luis, como lo había dispuesto el presidente Benito Juárez.
Miguel Miramón dispuso ante el emperador un ejército de 9,000 soldados, la mayoría mexicanos, aunque un escuadrón de húsares húngaros (conocidos popularmente como los húsares rojos) se colaran en las fuerzas como escoltas del aide-de-camp del emperador, el Conde Félix de Salm-Salm. Y así partió Maximiliano de la ciudad el 13 de febrero de 1867, rumbo a Querétaro.

## El sitio de Querétaro
La defensa republicana fue encarnada por el presidente Benito Juárez, mientras que a lo largo de todo el territorio nacional muchos mexicanos liberales se armaron y organizaron en guerrillas para combatir al  Segundo Imperio Mexicano. Esta infatigable resistencia republicana y el frágil equilibrio de poder en Europa (con el creciente poderío de Prusia tras la guerra triunfante contra Austria) obligaron al emperador de Francia, Napoleón III, a retirar a casi todas las tropas francesas a fines de 1866, dejando a Maximiliano solo con el apoyo del ejército imperial mexicano, sus partidarios, algunos destacamentos austríacos y belgas, y la Legión Extranjera. 
Los guerrilleros republicanos se unieron en cuatro grandes ejércitos: el del Norte, encabezado por Mariano Escobedo; el del Centro, de Vicente Riva Palacio; el de Occidente, que mandaba Ramón Corona; y el de Oriente, a las órdenes de Porfirio Díaz formando grupos de combate bien organizados y dirigidos, listos para derrotar a los ejércitos imperialistas aun en pie.

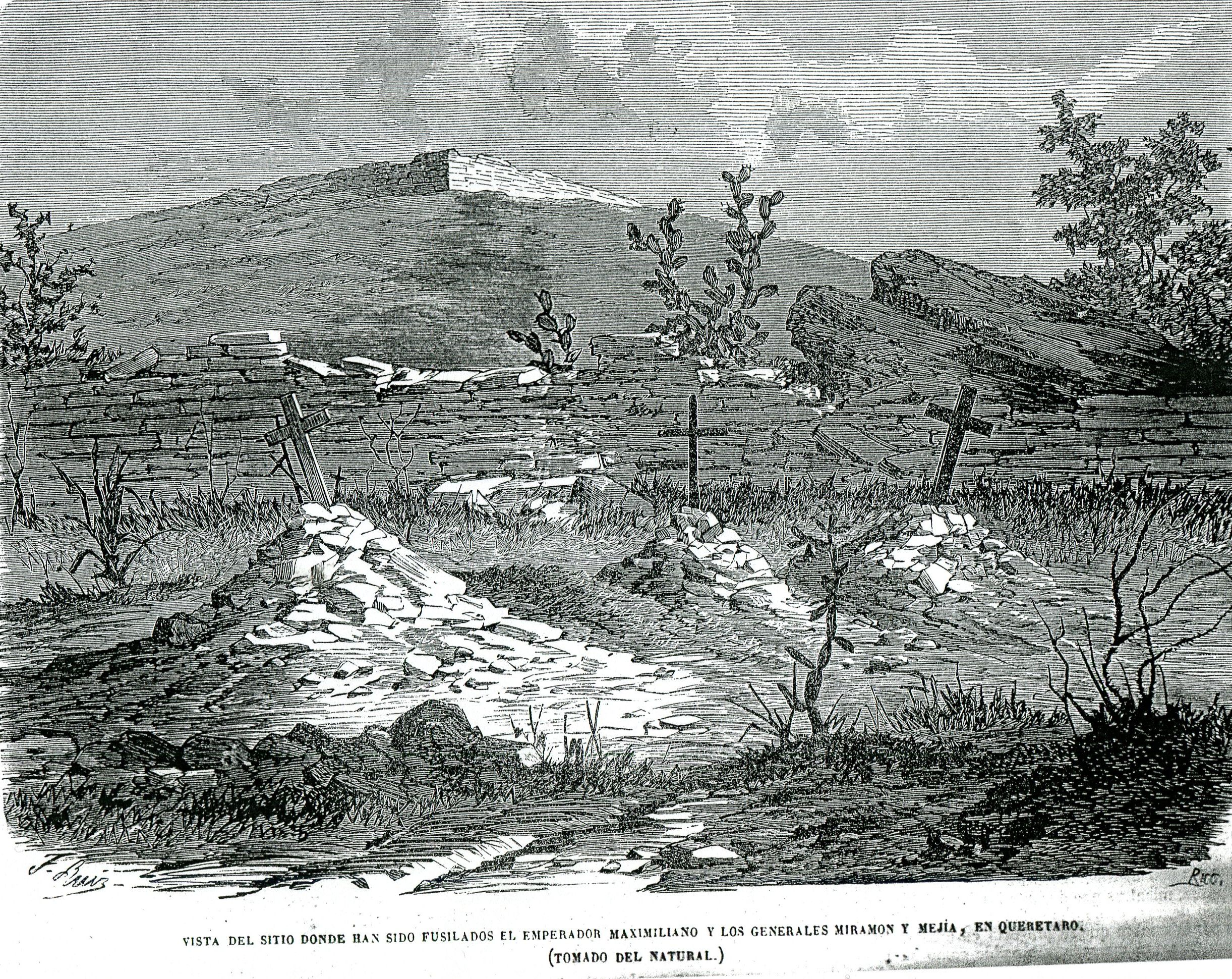

México, Puebla y Querétaro eran las últimas plazas en poder de los imperialistas y esta última, la capital del Imperio desde la llegada de Maximiliano. Se eligió porque desde sus flancos norte y oeste, que eran los puntos más probables para recibir el ataque de las fuerzas republicanas, Querétaro podía ser puesta en estado de defensa. El 19 de febrero de 1867, Maximiliano de Habsburgo se instala por primera vez en la "Nueva Capital del Imperio", y de hecho el lugar que sería el "punto de concentración" de las fuerzas imperiales compuestas por alrededor de 9.000 hombres, divididas entre los generales Leonardo Márquez, Santiago Vidaurri, Quiroga y el príncipe de Salm-Salm, que acompañaban al emperador, y los generales Miguel Miramón y Tomás Mejía que esperaban en Querétaro. El 21 de febrero los alcanzó el general Ramón Méndez, al mando de la división de Michoacán, acción que permitió que las fuerzas republicanas al mando del general Ramón Corona tomaran Morelia el día 20.
A pesar de haber elaborado Miramón un atrevido plan de campaña que contemplaba movimientos ofensivos, y que fue aprobado en junta de guerra el 26 de febrero; el ejército imperial es inmovilizado en la ciudad, a instancias del Lugarteniente del Imperio, general Leonardo Márquez, sin impedir, como le era imperativo hacerlo, la concentración de los republicanos alrededor de Querétaro. Es así que hasta el 6 de marzo logra el ejército republicano cerrar por completo el cerco sin ser molestado.
Maximiliano reunió a poco más de nueve mil soldados y a sus mejores generales en la ciudad de Querétaro, donde quedó sitiado el 6 de marzo de 1867 por el ejército republicano. Maximiliano colocó al general Leonardo Márquez al mando del estado mayor;  a los generales Miguel Miramón y Tomás Mejía al frente de la infantería y caballería respectivamente; a Manuel Ramírez Arellano como comandante general de artillería y a Ramón Méndez como jefe del ejército de reserva. Por su parte, el general francés Gustave Léon Niox aseguró que las tropas imperialistas en combate eran alrededor de 5.000.
El general Escobedo inició el sitio al frente de 25.000 hombres; el Ejército del Norte pasó al mando del general Gerónimo Treviño, compuesto por la infantería y caballería al mando de los generales Sóstenes Rocha, Francisco Arce y Francisco Aguirre; el Ejército de Occidente continuó bajo las órdenes de Corona, acompañado por las divisiones de los generales Manuel Márquez, Félix Vega y Nicolás Régules; los acompañaban además Vicente Riva Palacio, Francisco A. Vélez, Juan N. Méndez, Ignacio Alatorre y Aureliano Rivera.

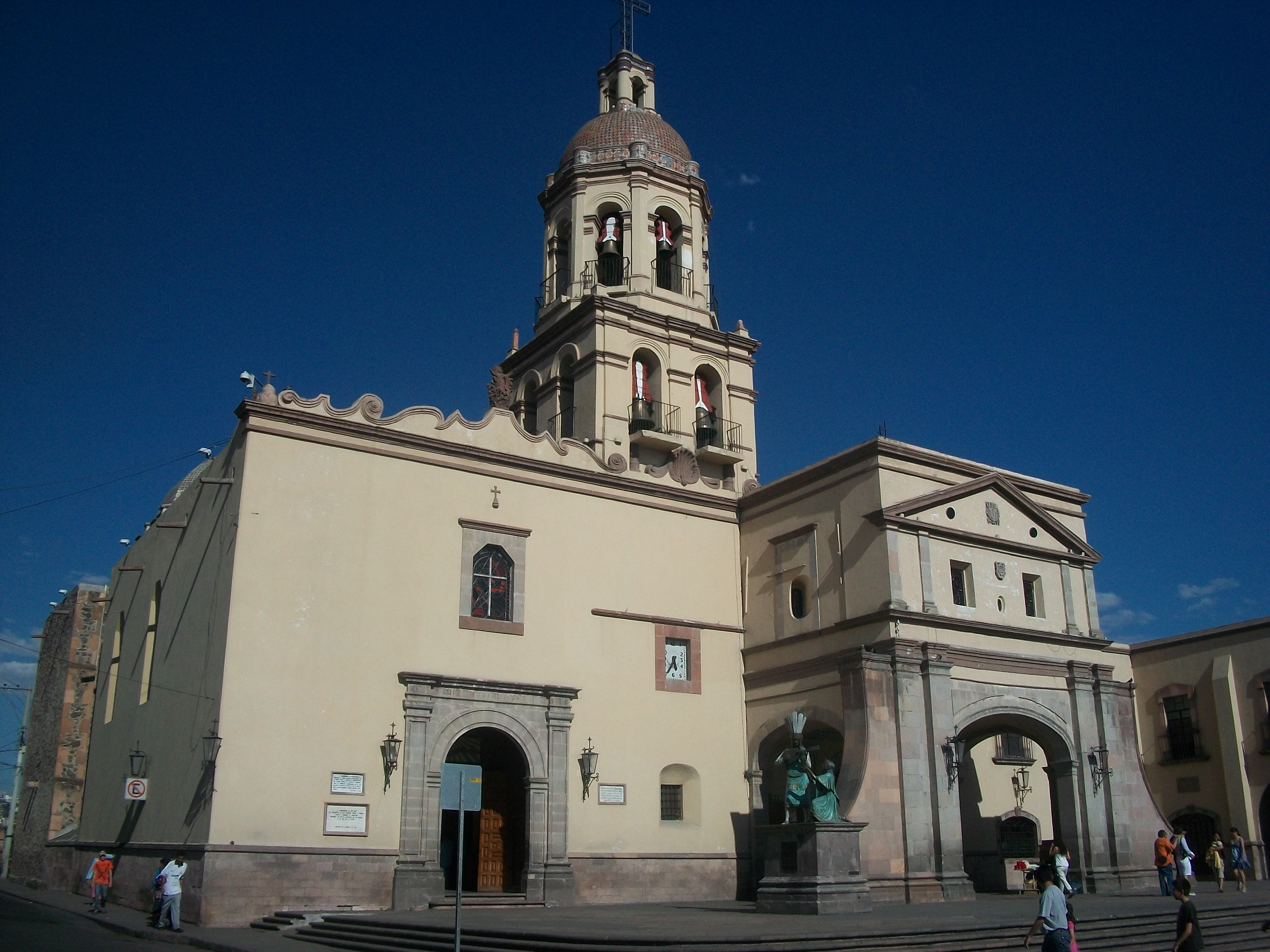
El Templo y exconvento de la Cruz funcionó como cuartel general del Ejército Imperial Mexicano durante los poco más de dos meses que duró el sitio. En sus inmediaciones sucedieron numerosos hechos de armas.

Los efectivos de los sitiadores llegaron a ser casi a 40.000 soldados de las tres armas, organizados en dos cuerpos de ejército, el del Norte y el de Occidente. Los republicanos intentaron, sin éxito, tomar la plaza en varias ocasiones; los primeros combates se registraron el 12 de marzo, pero los más encarnizados ocurrieron los días 14 y 17 de marzo. El 14 de marzo las tropas republicanas atacaron el cuartel general imperial en el Convento de la Cruz, siendo rechazadas y sufriendo considerables pérdidas.
El 22, el general Leonardo Márquez, acompañado de Santiago Vidaurri y mil dragones de la caballería de Julián Quiroga sale sin oposición hacia la Ciudad de México con la misión de regresar con refuerzos y levantar el sitio, sin embargo se desvió al enterarse de que el general Porfirio Díaz amenazaba Puebla; el general Severo del Castillo quedó al mando del estado mayor en Querétaro.
El 24, el general Ramón Corona emprendió un asalto contra el baluarte imperialista de la Casa Blanca; es rechazado por Miramón, Mejía y Méndez, causando numerosas pérdidas a los republicanos.
Durante los primeros días de abril, Porfirio Díaz ocupó Puebla y derrotó a Márquez, quien regresó a la Ciudad de México. El 10 de abril, después de un tiroteo, Maximiliano da una fiesta para celebrar el aniversario de su aceptación del trono.  
El 11, se efectuó un ataque imperialista para intentar romper el sitio y comunicarse con Márquez, sufriendo graves pérdidas los sitiados; mientras tanto, el 12 de abril Porfirio Díaz rodeó la Ciudad de México con 15.000 soldados, resguardada por Márquez, quien se fortificó sin enviar auxilio a Querétaro.
El 17, incomunicado Maximiliano con sus aliados, sin noticias de Márquez y sufriendo una grave escasez de víveres y municiones, se realizó otro intento por romper el sitio, mismo que fracasó por la disposición de las tropas republicanas. Se impusieron préstamos forzosos a los habitantes de la ciudad para pagar a las tropas imperiales.
El 27, en la llamada Batalla del Cimatario, Miguel Miramón una vez más demostró sus grandes atributos y dotes militares y su arrojo, atacando sorpresivamente con dos mil hombres una posición defendida por alrededor de diez mil elementos del Cuerpo de Ejército de Occidente y logrando abrir el cerco sobre la línea sur por varias horas.
El 1º de mayo, los republicanos derrotaron a los imperialistas tras recuperarse de la derrota en la hacienda de Callejas. El 3, los imperialistas intentaron romper el sitio por varios frentes, pero fueron nuevamente rechazados. El 5 de mayo, los republicanos festejaron el aniversario de la derrota de los franceses en Puebla, cinco años antes, mientras continuaba el avance sobre los sitiados.

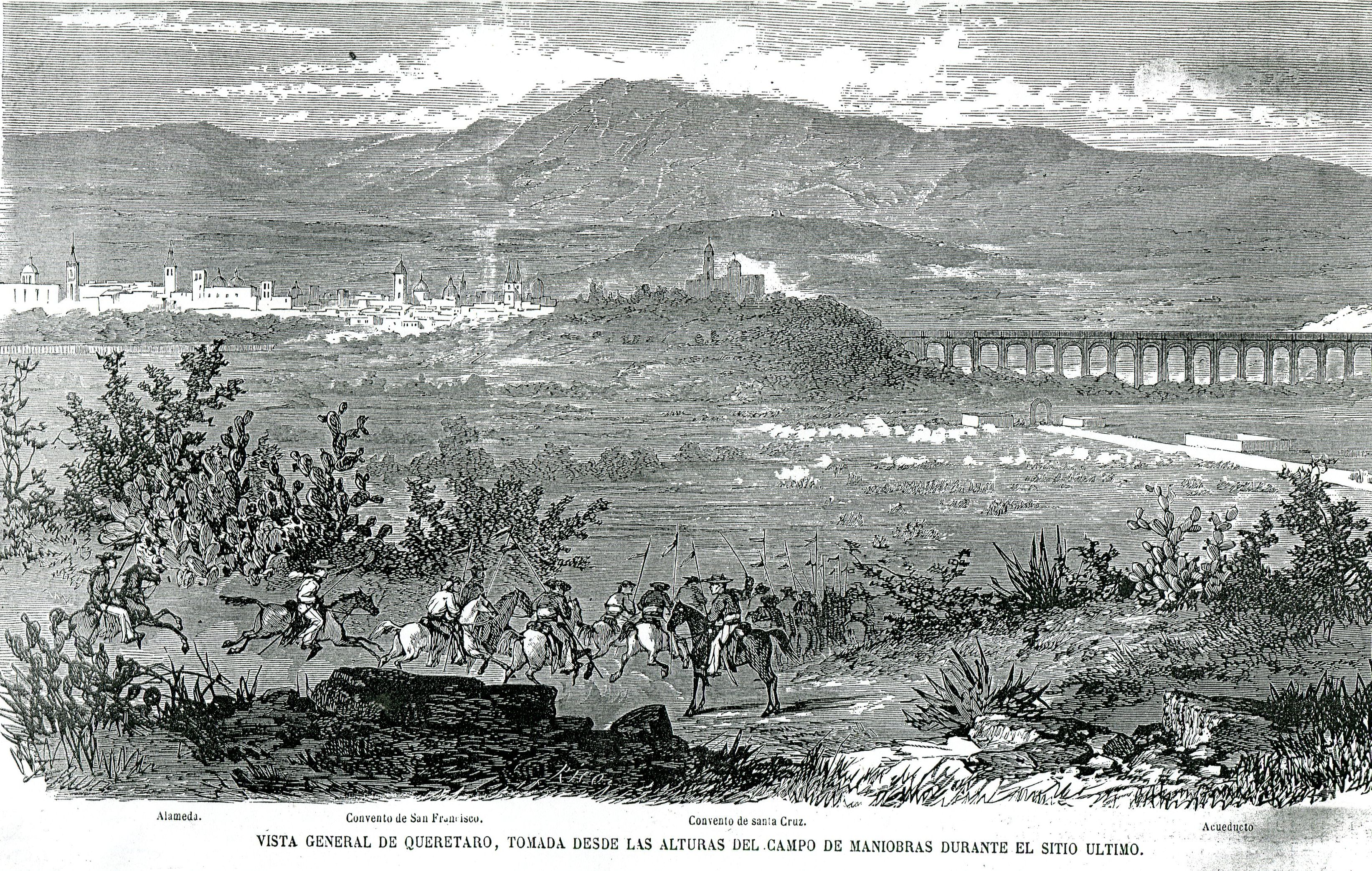
Vista de Querétaro durante el sitio

El sitio en Querétaro duró setenta y un días, mientras que en otras partes del país los partidarios de Maximiliano eran derrotados. El coronel Miguel López, el 15 de mayo, traiciona al Segundo Imperio entregando el Convento de la Cruz y con ello a Maximiliano y sus generales Miramón y Mejía. Fuentes oficiales de ese momento declararon que fue comprada su lealtad por dinero. 
El 14 de mayo, Maximiliano decide hacer una salida rompiendo el sitio, para intentar reunirse con el resto de su ejército en la Ciudad de México. La salida se efectuaría por la noche del 14 al 15 de mayo, pero a sugerencia del general Ramón Méndez fue aplazada por veinticuatro horas, y en esa noche fue traicionado por el coronel Miguel López del Regimiento de la Emperatriz, quien, pasándose al bando enemigo, dejó a las fuerzas republicanas apoderarse de la línea defensiva de la plaza, el convento de la Cruz; permitiendo así la caída de la ciudad y la captura de los principales personajes del Imperio. Maximiliano, al saber de la traición, empuñó sus pistolas y acompañado de unos cuantos allegados, se dirigió al Cerro de las Campanas, diciendo: "Salir de aquí o morir es el único camino". Pero todo era inútil, la ciudad estaba completamente en manos republicanas. Al rendirse, entregó su espada al general republicano Mariano Escobedo.
Un mes después, Maximiliano y los generales Miguel Miramón y Tomás Mejía fueron fusilados en el Cerro de las Campanas.

## Conclusiones
- Con la victoria republicana en Querétaro, concluye en la práctica el Segundo Imperio Mexicano.
- El Partido Conservador dejó de ser factor político, y se consolidó definitivamente la República con la entrada triunfal del presidente Juárez a la Ciudad de México el 15 de julio.[4]
- Maximiliano fue juzgado en el Gran Teatro Iturbide de Querétaro, con arreglo a la Ley del 25 de enero de 1862 que condenaba a muerte a todo el que intentara contra la independencia nacional, por un Consejo de Guerra. Fungieron como fiscal Manuel Azpíroz y como defensores Rafael Martínez de la Torre, Mariano Riva Palacio y Eulalio Ortega; el 15 de junio se dictó la sentencia, mientras que los ministros extranjeros y los defensores del emperador viajaron a San Luis Potosí para solicitar el indulto, consiguiendo una prórroga de tres días de la sentencia. Víctor Hugo, escribió a Benito Juárez solicitando la vida de Maximiliano, en favor de la causa republicana, mientras que José Zorrilla criticó en un poema a los liberales mexicanos, a Napoleón III y al papa por la condena del emperador. Así, Maximiliano fue fusilado junto con los generales Miguel Miramón y Tomás Mejía la mañana del miércoles 19 de junio de 1867 en el Cerro de las Campanas.[4]
- El 21 de junio del mismo año el general Porfirio Díaz entró a la Ciudad de México con sus tropas.
- La ejecución de Maximiliano dio lugar a una ilustración célebre del pintor francés Édouard Manet, La ejecución del emperador Maximiliano, realizada desde 1867 pero con un gran error: el ya ex emperador no estaba en el centro de los fusilados, sino en unos de los lados, ya que él cedió su lugar central al general Miguel Miramón.